# Ihr bester Schuß
Ihr bester Schuß ist ein deutscher Stummfilm aus dem Jahr 1916 mit Henny Porten in der Hauptrolle.

## Handlung
Traute Dieffenbach, die Tochter des Oberförsters, liebt den jungen Günther von Corvin, seines Zeichens der Sohn eines Grafen und Großgrundbesitzers. Der junge Mann folgt aber dem Wunsch der Familie und heiratet standesgemäß: Die Gräfin Dagmar von Retzlav. Auf Einladung der jungen Gräfin steigt Traute in die Hauswirtschaft der adeligen Familie ein und bemerkt dabei, dass die Neugattin ihren Mann Günther mit dem Grafen von Wachhusen betrügt. 
Schließlich wird auch Günther dessen gewahr und fordert den Konkurrenten zum Duell heraus. Um ihre Liebe Günther nicht den Schießkünsten Wachhusens auszusetzen, nimmt Traute kurzerhand selbst den Revolver in die Hand und schießt den Duellgegner in den Arm, damit dieser nicht mehr zielen kann. Es wird ihr bester Schuss.

## Produktionsnotizen
Der Film entstand zum Jahresbeginn 1916, besaß drei Akte und passierte die Filmzensur im Februar 1916. Die Uraufführung fand am 10. März 1916 statt.